# Pecineaga, Constanța
Pecineaga (până în 1923, Gherengic; între 1933 și 1940, I.G. Duca, în turcă Pecenek/Gerencik) este satul de reședință al comunei cu același nume din județul Constanța, Dobrogea, România. La recensământul din 2002 avea o populație de 2833 locuitori.

### Istorie
Pecenegii au fost un popor nomad de origine turcică ce a migrat din Asia Centrală spre Europa de Est în secolele VIII-IX.  Deși nu există informații directe despre limba pecenegă, se presupune că aceasta era o limbă turcică oguză, înrudită cu limba turcă modernă.
Din păcate, nu au supraviețuit texte scrise în limba pecenegă. Cunoștințele noastre despre limba lor provin din:
- Toponime și hidronime: Nume de locuri și ape din teritoriile locuite de pecenegi, care s-au păstrat până astăzi (ex: râul Pecineaga din România).
- Nume de persoane:  Numele unor conducători pecenegi menționați în cronicile bizantine sau rusești (ex: Tyrach, Kegen,  Kurt).
- Împrumuturi lexicale: Cuvinte de origine pecenegă împrumutate în limbile slave (în special în limba rusă veche) și maghiară.

Analiza acestor elemente sugerează că limba pecenegă era similară cu alte limbi turcice oguze, cum ar fi turkmena și azeră.
Din cauza lipsei de dovezi directe, este dificil să reconstituim limba pecenegă sau să înțelegem pe deplin structura și vocabularul acesteia. Totuși, informațiile disponibile ne oferă o idee generală despre originea și apartenența lingvistică a acestui popor nomad.
Comuna Pecineaga are o istorie bogată, strâns legată de prezența pecenegilor în Dobrogea, dar și de evenimente mai recente, precum colonizarea dobrogeană și Primul Război Mondial. Iată câteva repere importante:
Perioada medievală:
- Secolele X-XI:  Prezența pecenegilor în regiune, atestată de toponimul "Pecineaga" și de descoperirile arheologice (morminte, așezări).
- Secolele XII-XIV:  Dominarea tătară asupra Dobrogei³=.  Informațiile despre această perioadă sunt puține, dar este probabil ca așezarea să fi fost afectată de incursiunile tătare.

Perioada modernă:
- Secolul XIX: Colonizarea Dobrogei cu români din alte regiuni ale țării, precum și cu bulgari, germani și alte etnii. Această perioadă marchează o creștere demografică și economică a comunei.
- 1877-1878: Războiul de Independență al României.  Comuna Pecineaga intră în componența României.
- Primul Război Mondial:  Comuna este ocupată de trupele germane și bulgare.

Perioada contemporană:
- Perioada interbelică: Dezvoltarea agriculturii și a infrastructurii locale.
- Al Doilea Război Mondial: Comuna este din nou afectată de conflict.
- Perioada comunistă: Colectivizarea agriculturii și schimbări socio-economice majore.
- După 1989:  Tranziția la economia de piață și dezvoltarea turismului.